# Fred Ottman
Fred Ottman (Norfolk (Virginia), 10 augustus 1956) is een Amerikaans professioneel worstelaar die bekend was van zijn tijd bij de World Wrestling Federation als Tugboat en Typhoon, van 1989 tot 1993, en bij de World Championship Wrestling, van 1993 tot 1994.
Tijdens zijn periode in de WWF, won Ottman een keer het WWF Tag Team Championship.

## In het worstelen
- Finishers
  - Tidal Wave (WWF) / Shockmaster Splash (WCW)

- Kenmerkende bewegingen
  - Bearhug
  - Body avalanche

- Managers
  - Jimmy Hart
  - Slick

## Prestaties
- Continental Wrestling Association
  - AWA International Heavyweight Championship (1 keer)
  - AWA Southern Tag Team Championship (2 keer: met Jerry Lawler (1x) en Goliath (1x))

- International Wrestling Association
  - IWA United States Heavyweight Championship (1 keer)

- Super World of Sports
  - SWS Tag Team Championship (1 keer: met Earthquake)

- Universal Superstars of America
  - USA Heavyweight Championship (1 keer)

- World Wrestling Federation
  - WWF Tag Team Championship (1 keer: met Earthquake)